# John Major
Sir John Major (n. 29 martie 1943, Londra, Anglia, Regatul Unit) este un politician britanic. A fost prim ministru al Marii Britanii din 1990 până în 1997. A fost învestit în funcție după ce antecesoarea sa, Margaret Thatcher, a demisionat de la conducerea Partidului Conservator (și astfel concomitent din funcția de premier britanic).